# Abraeomorphus minutissimus
Abraeomorphus minutissimus là một loài bọ cánh cứng được Edmund Reitter mô tả năm 1884. Không có phân loài nào của loài này được ghi nhận trong Catalogue of Life.